# Андреа Вавассорі
Андреа Вавассорі(італ. Andrea Vavassori) — італійський тенісист, що спеціалізується на парній грі, переможець Відкритого чемпіонату США 2024 та Відкритого чемпіонату Франції 2025 у міксті.

## Значні фінали

### Турніри Великого шолома

#### Парний розряд: 2 фінали
| Результат | Рік  | Турнір          | Поверхня | Партнер        | Супротивники               | Рахунок       |
| --------- | ---- | --------------- | -------- | -------------- | -------------------------- | ------------- |
| Поразка   | 2024 | Australian Open | Хард     | Сімоне Болеллі | Роган Бопанна Меттью Ебден | 6–7(0–7), 5–7 |
| Поразка   | 2024 | French Open     | Грунт    | Сімоне Болеллі | Марсело Аревало Мате Павич | 5–7, 3–6      |

#### Мікст: 2 титули
| Результат | Рік  | Турнір      | Поверхня    | Партнерка   | Супротивники               | Рахунок            |
| --------- | ---- | ----------- | ----------- | ----------- | -------------------------- | ------------------ |
| Перемога  | 2024 | US Open     | Хард        | Сара Еррані | Доналд Янг Тейлор Таунсенд | 7–6(7–0), 7–5      |
| Перемога  | 2025 | French Open | Ґрунт (red) | Сара Еррані | Тейлор Таунсенд Еван Кінґ  | 6–0, 6–7(5–7), 7–5 |

## Фінали Туру ATP

### Парний розряд: 17 (10 титулів, 7 поразок)
| Легенда                |
| ---------------------- |
| Grand Slam (0–3)       |
| ATP Фінали (0–0)       |
| ATP Masters 1000 (0–0) |
| ATP 500 (4–2)          |
| ATP 250 (5–2)          |

| Фінали за покриттям |
| ------------------- |
| Тверде (3–2)        |
| Ґрунт (4–3)         |
| Трава (1–2)         |

| Фінали за типом корту |
| --------------------- |
| Відкритий корт (8–7)  |
| Закритий корт (0–0)   |

| Результат | В-П  | Дата     | Турнір                                            | Категорія  | Покриття   | Партнер           | Опоненти                            | Рахунок                   |
| --------- | ---- | -------- | ------------------------------------------------- | ---------- | ---------- | ----------------- | ----------------------------------- | ------------------------- |
| Перемога  | 1–0  | Кві 2021 | Sardegna Open, Італія                             | ATP 250    | Ґрунт      | Лоренцо Сонего    | Сімоне Болеллі Андрес Мольтені      | 6–3, 6–4                  |
| Поразка   | 1–1  | Кві 2022 | Grand Prix Hassan II, Марокко                     | ATP 250    | Ґрунт      | Ян Зелінський     | Рафаель Матос Давід Веґа Ернандес   | 1–6, 5–7                  |
| Перемога  | 2–1  | Бер 2023 | Chile Open, Чилі                                  | ATP 250    | Ґрунт      | Андреа Пеллегрино | Тьягу Сейбот Вілд Matías Soto       | 6–4, 3–6, [12–10]         |
| Перемога  | 3–1  | Кві 2023 | Grand Prix Hassan II, Марокко                     | ATP 250    | Ґрунт      | Марсело Демолінер | Александер Ерлер Лукас Мідлер       | 6–4, 3–6, [12–10]         |
| Поразка   | 3–2  | Чер 2023 | Halle Open, Німеччина                             | ATP 500    | Трава      | Сімоне Болеллі    | Марсело Мело Джон Пірс (тенісист)   | 6–7(3–7), 6–3, [6–10]     |
| Поразка   | 3–3  | Лип 2023 | Відкритий чемпіонат Хорватії з тенісу, Хорватія   | ATP 250    | Ґрунт      | Сімоне Болеллі    | Блаж Рола Нино Сердарушич           | 6–4, 6–7(2–7), [13–15]    |
| Поразка   | 3–4  | Січ 2024 | Відкритий чемпіонат Австралії з тенісу, Австралія | Grand Slam | Тверде     | Сімоне Болеллі    | Роган Бопанна Меттью Ебден          | 6–7(0–7), 5–7             |
| Перемога  | 4–4  | Лют 2024 | Argentina Open, Аргентина                         | ATP 250    | Ґрунт      | Сімоне Болеллі    | Марсель Гранольєрс Орасіо Себальйос | 6–2, 7–6(8–6)             |
| Поразка   | 4–5  | Чер 2024 | Відкритий чемпіонат Франції з тенісу, Франція     | Grand Slam | Ґрунт      | Сімоне Болеллі    | Марсело Аревало Мате Павич          | 5–7, 3–6                  |
| Перемога  | 5–5  | Чер 2024 | Halle Open, Німеччина                             | ATP 500    | Трава      | Сімоне Болеллі    | Кевін Кравіц Тім Пюц                | 7–6(7–3), 7–6(7–5)        |
| Перемога  | 6–5  | Жов 2024 | China Open, КНР                                   | ATP 500    | Тверде     | Сімоне Болеллі    | Гаррі Геліоваара Генрі Петтен       | 4–6, 6–3, [10–5]          |
| Перемога  | 7–5  | Січ 2025 | Adelaide International, Австралія                 | ATP 250    | Тверде     | Сімоне Болеллі    | Kevin Krawietz Тім Пютц             | 4–6, 7–6(7–4), [11–9]     |
| Поразка   | 7–6  | Січ 2025 | Australian Open, Австралія                        | Grand Slam | Тверде     | Сімоне Болеллі    | Гаррі Геліоваара Генрі Паттен       | 7–6(18–16), 6–7(5–7), 3–6 |
| Перемога  | 8–6  | Лют 2025 | Rotterdam Open, Нідерланди                        | ATP 500    | Тверде (i) | Сімоне Болеллі    | Сандер Жіє Ян Зелінський            | 6–2, 4–6, [10–6]          |
| Перемога  | 9–6  | Тра 2025 | Hamburg European Open, Німеччина                  | ATP 500    | Ґрунт      | Сімоне Болеллі    | Андрес Мольтені Фернандо Ромболі    | 6–4, 6–0                  |
| Поразка   | 9–7  | Чер 2025 | Halle Open, Німеччина                             | ATP 500    | Трава      | Сімоне Болеллі    | Кевін Кравіц Тім Пюц                | 6–3, 7–6(7–4)             |
| Перемога  | 10–7 | Лип 2025 | Washington Open, США                              | ATP 500    | Тверде     | Сімоне Болеллі    | Юго Нис Едуар Роже-Васслен          | 6–3, 6–4                  |